# 讷维莱多勒
讷维莱多勒（法語：Nevy-lès-Dole，法語發音：[nəvi lɛ dɔl]，意为“多勒附近的讷维”），是法国汝拉省的一个市镇，位于该省北部，属于多勒区。

## 地理
讷维莱多勒（47°0'8"N, 5°31'12"E）面积7.01 平方千米，位于法国勃艮第-弗朗什-孔泰大區汝拉省，该省份为法国东部内陆省份，北起上索恩省，西北接科多尔省，西临索恩-卢瓦尔省，南至安省，东与杜省和瑞士接壤。
与讷维莱多勒接壤的市镇（或旧市镇、城区）包括：帕尔塞、拉卢瓦、拉翁、苏旺、维莱罗贝尔。

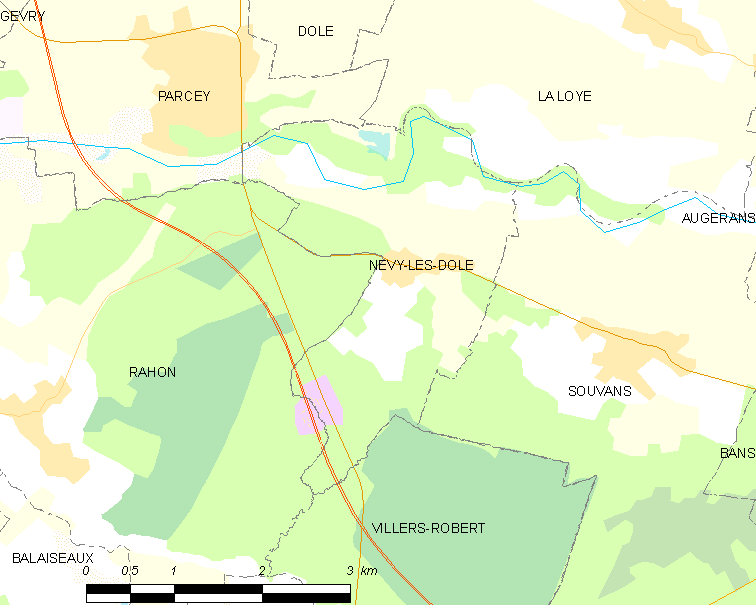
讷维莱多勒的OSM定位图

讷维莱多勒的时区为UTC+01:00、UTC+02:00（夏令时）。

## 行政
讷维莱多勒的邮政编码为39380，INSEE市镇编码为39387。

## 政治
讷维莱多勒所属的省级选区为蒙苏沃德雷县。

## 人口

1962-2008年间讷维莱多勒人口变化图示

讷维莱多勒于2022年1月1日时的人口数量为290人。